# Seven Lives Many Faces
Seven Lives Many Faces — седьмой студийный альбом музыкального проекта Enigma, вышедший 19 сентября 2008 года (30 сентября в Северной Америке).

## Об альбоме
Мишель Крету заявил, что новый альбом будет иметь универсальное культурное звучание, будет отличаться от предыдущих. 12 сентября состоялся релиз альбома на странице MySpace. После большого успеха на MySpace (более 400 тыс. прослушиваний за 2 дня) альбом был включён в ротацию нескольких международных MTV и VH1 веб-сайтов до 22 сентября.
Seven Lives Many Faces был издан в формате DVD с объёмным звуком 5.1, как и предыдущий альбом A Posteriori.

## Список композиций
Музыка, стихи, аранжировка всех композиций — Мишель Крету.
- Формат: CD

1. «Encounters»
2. «Seven Lives»
3. «Touchness»
4. «The Same Parents»
5. «Fata Morgana»
6. «Hell’s Heaven»
7. «La Puerta del Cielo»
8. «Distorted Love»
9. «Je T’aime Till My Dying Day»
10. «Déjà Vu»
11. «Between Generations»
12. «The Language Of Sound»

Также выпущен ограниченный тираж, содержащий 2 диск с дополнительными треками:
1. «Superficial»
2. «We Are Nature»
3. «Downtown Silence»
4. «Sunrise»
5. «The Language Of Sound (Slow Edit) »

В Японское издание альбома вошла композиция под номером 13 «Epilogue», а также при скачивании альбома с iTunes предлагается как бонус ещё одна композиция «Where Are We From?» Обе композиции инструментальные.

## Участники записи
- Мишель Крету — музыка, слова, продюсер, аранжировка, программирование, звукоинженер
- Эндрю Дональдс — вокал (2, 4, 8, 9), соавтор (8, 9)
- Никита К. — вокал (4)
- Себастиан К. — вокал (4)
- Маргарита Ройг — вокал (7, 11; 2 (бонус-диск)), соавтор (7, 11)
- Nanuk — вокал и голосовые партии (4, 9)
- Рут-Энн Бойл — вокал (2 (бонус-диск))

## Синглы
| Обложка | Название                                       | Треклист                                                                            | Награды         |
| ------- | ---------------------------------------------- | ----------------------------------------------------------------------------------- | --------------- |
|         | La Puerta Del Cielo / Seven Lives (08.08.2008) | 1. «La Puerta Del Cielo (Radio Edit)» (03:28) 2. «Seven Lives (Radio Edit)» (04:25) | - Германия — 56 |
|         | The Same Parents (28.11.2008)                  | 1. «The Same Parents (Radio Edit)» (4:11) 2. «Piano Moods (Exclusive Title)» (2:11) |                 |